# (4238) Audrey
(4238) Audrey ist ein Hauptgürtelasteroid, der am 13. April 1980 von Antonín Mrkos vom Kleť-Observatorium aus entdeckt wurde.
Der Asteroid wurde nach der Schauspielerin Audrey Hepburn (1929–1993) benannt.